# گروه شنهوا
گروه شنهوا (چینی: 神华集团) شرکت استخراج معادن و انرژی چینی است، که در زمینه تولید و فروش زغال سنگ، تولید برق، ترابری ریلی و دریایی فعالیت می‌کند.
شرکت شنهوا در سال ۱۹۹۵ تأسیس شد و در حال حاضر بزرگترین شرکت استخراج معدن زغال سنگ در جهان می‌باشد. دفتر مرکزی این شرکت در شهر پکن قرار دارد و کلیه سهام آن متعلق به حزب کمونیست چین می‌باشد.